# 李国钧
李国钧（1902年—1960年），河北高唐人，中华人民共和国政治人物。
担任民盟第三届中央委员，财政经济出版社副总编辑。1954年，当选第一届全国人民代表大会代表。